# Kiss of the Muse
Kiss of the Muse (conocido en Latinoamérica como "El beso de la musa") es el vigésimo episodio de la segunda temporada de la serie de televisión estadounidense de drama-policíaco-sobrenatural Grimm. El guion principal del episodio fue escrito por el guionista Sean Calder, y la dirección general estuvo a cargo de Tawnia Mckiernan. 
El episodio se transmitió originalmente el 7 de mayo del año 2013 por la cadena de televisión estadounidense NBC. La emisión en Latinoamérica ocurrió al cabo de cuatro meses de su estreno original, el 26 de agosto del mismo año, con subtítulos y doblaje al español estándar por el canal Universal Chanel.
En este episodio Nick cae bajo los devastadores efectos del beso de una Musai, una especie de Wesen seductiva y fan del arte quien ha posado su interés por divertirse con el Grimm que la rescató. Esta situación obliga al resto de sus amigos a encontrar una solución al problema antes de que escale a consecuencias irremediables.

## Argumento
Nick recibe una llamada de su amigo y compañero Hank, quien ha regresado a la ciudad tras sus vacaciones. Al reunirse en una cafetería, Nick ve sorprendido a su amigo con muletas, quien le explica que sufrió de un accidente durante su descanso. Poco después los dos detectives escuchan disparos provenientes de una tienda donde se llevaba a cabo una firma de autógrafos, donde el escritor encargado de la firma fue asesinado por un hombre armado que a su vez trata de secuestrar a una mujer. Nick se las arregla para evitar el secuestro y persigue al criminal hasta perderlo de vista en un río.  
Los detectives terminan interrogando a la testigo y víctima, Khloe Segwick de lo acontecido. La mujer revela que el fallecido era su novio actual y que el hombre armado, Anton Cole es su exnovio. Khloe en señal de agradecimiento besa la mano de Nick. En ese momento aparece Wu para informar que encontraron el auto de Anton. Para cuando los detectives van a registrarlo, descubren muchas obras de artes dedicadas a Khloe y una pintura del novio muerto, descubriendo que el hombre está obsesionado con su exnovia. En el río Anton sale ileso gracias a que es un wesen.   
Nick pasa por la casa de Khloe para vigilarla, y durante su estadía recibe un beso en los labios de la misma, quien casi de inmediato se transforma en una wesen y se aterra de descubrir a Nick como un Grimm. Al recibir una llamada de Monroe, el detective se retira a la casa de Juliette para tener una cena con la misma, pero Nick ha quedado de alguna manera fascinado por la belleza de Khloe y procede a retirarse a la casa de Monroe, lugar donde se pone a la defensiva por las preguntas del Blutbad. Más tarde Nick se ve con Hank en un bar donde le revela a su compañero que Khloe es una wesen, y poco después agrede a un extraño quien había quedado fascinado por sus habilidades artísticas. 
Hank queda preocupado por el comportamiento de Nick y recurre a la ayuda de Rosalee y Monroe para averiguar datos sobre la extraña Wesen. La pareja visita el tráiler de la tía Marie y así es como terminan por descubrir a la raza de las Musai, wesen femeninas con una pasión por el arte, cuyos labios segregan una sustancia muy adictiva y que sus relaciones siempre terminan en muerte. Esa misma noche Anton descarga su ira pintando en la calle.
Al día siguiente Nick, Hank, Wu y Renard descubren que Anton hizo un enorme mural con la pintura que robó. Hank aprovecha para acercarse al capitán Renard e informarle que las relaciones pasadas de Khloe siempre terminaron mal para los novios y le revela que es una Wesen.
En la tienda de especias, Monroe y Rosalee determinan que la única cura conocida para el beso de la Musai es nada menos que el amor verdadero. De repente Juliette entra en la tienda buscando las llaves de la tía Marie para visitar el lugar nuevamente y completar los fragmentos de sus recuerdos faltantes. Al regresar del tráiler, Juliette se siente culpable de no haberle creído a Nick y llamarlo loco. Rosalee le comenta de la situación actual de Nick y la convence de intervenir, ya que es la única esperanza de su exnovio.
Nick por su parte va hasta la casa de Khloe, lugar donde lo está esperando la Musai y Anton, la Wesen les pide que se enfrenten en una pela a muerte para determinar quien se convertirá en su próxima pareja. La pelea es interrumpida a tiempo por el oficial que se encontraba vigilando a Khloe. 
Más tarde en la comisaría, Hank y Renard interrogan a Khloe para averiguar como detener el proceso, pero sin mucho éxito. Mientras tanto Nick va hasta la celda de Anton para matar al hombre de una vez por todas y así quedarse con Khloe. Pero vuelve a ser detenido por intervención de Renard, Monroe y Juliette. La veterinaria consigue librar a Nick de la malvada influencia de la Musai y de esa manera evitar que el Grimm cometa una equivocación. Renard a espaldas de todos va hasta la sala de interrogación para intimidar a Khloe y decirle que no regrese a Portland de nuevo.

## Elenco
- David Giuntoli como Nick Burkhardt.
- Russell Hornsby como Hank Griffin.
- Bitsie Tulloch como Juliette Silverton.
- Silas Weir Mitchell como Monroe.
- Sasha Roiz como el capitán Renard.
- Bree Turner como Rosalee Calvert.
- Reggie Lee como el sargento Wu.

## Producción
La frase al comienzo del episodio y algunos fragmentos de la trama son sacados del poema odisea. Por otra parte las Musai, están basadas en las musas, que en la mitología griega son las diosas del arte. 

### Continuidad
- Juliette vuelve a visitar el tráiler de la tía Marie y acaba por creer en lo que Nick intento revelarle con anterioridad.
- Rosalee visita el tráiler por primera vez también.
- Es la primera vez que se le ve a Renard usando su forma Zauberbiest como método de intimidación.

## Recepción

### Audiencia
En el día de su transmisión original en los Estados Unidos por la NBC, el episodio fue visto por un total de 5.013.000 de telespectadores. Sin embargo, el total de personas que vieron y descargaron el episodio fue de 8.470.000 de espectadores.

### Crítica
Kevin McFarland de AV Club le dio al episodio una A- en una categoría de la A a la F con grandes observaciones positivas: "En un episodio de Buffy, habría una metáfora más grande para todo lo que sucede, y aunque me lleve una buena cantidad de tiempo tratando de armar una teoría de conjunto, no hay una temática profunda entre una Musa imprudente como villana y Nick perdiéndose tanto en su trabajo que ignora todo lo que importa. En todo caso, este episodio defiende que Nick necesita conseguir algo extraño fuera de su sistema (no es una gran sugerencia) y enfatiza que necesita apreciar más a sus amigos y colegas por toda la ayuda que le brindan. Que el mensaje no se refleje en los elementos mitológicos del episodio lo mantienen lejos de ser un episodio perfecto, pero aun así, la mayor parte del episodio funciona, pasa de una escena a otra sin perder el ritmo".